# César de Matos
César de Matos Rodrigues (Viseu, 22 febbraio 1902 – ...) è stato un calciatore portoghese, di ruolo centrocampista.

## Carriera
Ha rappresentato la Nazionale portoghese alle Olimpiadi del 1928.

## Palmarès

### Club

#### Competizioni nazionali
- Coppa del Portogallo: 3

Belenenses: 1927, 1929, 1933